# Droga krajowa B515 (Niemcy)
Droga krajowa 515 (niem. Bundesstraße 515) – niemiecka droga krajowa przebiegająca na osi północny zachód - południowy wschód i jest połączeniem drogi B233 w Langschede z drogą B229 koło Balve w Nadrenii Północnej-Westfalii. Droga przecina w Menden (Sauerland) drogę B7.
W latach 90. w miejscowościach Menden (Sauerland) i Lendringsen powstała 4,5 km obwodnica oznakowana jako B515.
Droga jest oznakowana jako B515 od początku lat 70. XX wieku.